# Ренди Ортон
Рандал Кит Ортон (енгл. Randal Keith Orton; Ноксвил, 1. април 1980) амерички је рвач и глумац. Ради за World Wrestling Entertainment, гдје је тренутно по осми пут WWE World Heavyweight шампион. Такође је четири пута био World Heavyweight шампион. Та титула се касније спојила са WWE титулом и сада се рачунају као једна. Његов најпознатији потез је РКО, након којег обично завршава меч.

## Биографија
Ортон је рођен 1. априла 1980. године у Ноксвилу, америчкој савезној држави Тенеси. Син је Боба млађег и Елејн Ортон. Његов отац, као и његов деда Боб, старији су такође рвачи. Ортонов отац је био против тога да Ренди постане професионални рвач, и из искуства га је упозоравао да живот у рингу значи живот на улици. Ренди је похађао средњу школу Хејзелвуд, гдје је био аматерски рвач.

## Војна каријера
Након дипломирања на Хејзелвуду 1998. године, Ортон је на кратко вријеме био у војној служби САД маринаца. Био је осуђен на тридесет осам дана затвора због лошег понашања.

## Рвачка каријера
Ортон је остварио свој први рвачки наступ 2000. године у локалној рвачкој компанији у Сент Луису. Тренирао га је његов отац „Каубој“ Боб Ортон, који је такође започео рвачку каријеру у тој компанији.
Ортон је потписао уговор са својом садашњом компанијом (WWE) 2001. године.WWE га је првобитно послао у своју под-компанију за почетнике - Ohio Valley Wrestling (OVW), гдје је Ортон наставио са тренингом. У OVW-у Ортон се борио у тег тиму са Бобијем Итоном, и освојио је OVW Hardcore титулу два пута.